# Куулар, Елена Мандан-ооловна
Еле́на Мандан-ооловна Куулар (тув. Елена Мандан-оол кызы Куулар; урождённая Хертек; род. 7 апреля 1964, село Мугур-Аксы, Монгун-Тайгинский район, Тувинская АССР, РСФСР, СССР) — российский филолог, исследователь тувинского языка. Директор Института развития национальной школы Республики Тыва.
Кандидат филологических наук, доцент кафедры тувинской филологии и общего языкознания Тувинского государственного университета. Соавтор учебников по тувинскому языку для 7, 10-11 классов.

## Биография
Елена Мандан-ооловна Куулар родилась 7 апреля 1964 года в селе Мугур-Аксы Монгун-Тайгинского района Тувинской АССР.
В 1981 году окончила Мугур-Аксынскую среднюю школу.
Окончила филологический факультет Кызылского государственного педагогического института в 1988 году по специальности «учитель русского языка и литературы, тувинского языка и литературы».
С 1988 по 1990 года работала учителем русского языка и литературы в Мугур-Аксынской школе.
В 1990—1991 годы — ассистент кафедры методики преподавания русского языка Кызылского государственного педагогического института.
Со 2 января по 1 апреля 1991 года — лаборант кафедры методики преподавания русского языка Кызылского государственного педагогического института.
В 1991—1994 годы — ассистент кафедры тувинской филологии Кызылского государственного педагогического института.
В 1993—1997 годы — заместитель декана по учебной работе историко-филологического/филологического факультета Кызылского государственного педагогического института.
В 1994—1999 годы — старший преподаватель кафедры тувинской филологии Кызылского государственного педагогического института/Тывинского государственного университета.
В 1997 году поступила в заочную аспирантуру Тувинского государственного университета по специальности «Языки народов РФ (тюркские языки)» и в 2003 году защитила кандидатскую диссертацию по теме «Основные характеристики тувинской речи жителей юго-восточной части Тувы» под руководством доктора филологических наук, профессора Б. И. Татаринцева.
В 1999—2007 годы — старший преподаватель кафедры тувинского языка и литературы/тувинского языка Тывинского государственного университета.
С 4 апреля по 31 декабря 2003 года — заместитель декана по учебной работе филологического факультета Тывинского государственного университета.
В 2006—2007 годы — заведующая кафедрой тувинского языка Тывинского государственного университета.
С 30 января по 8 октября 2007 года — декан филологического факультета Тывинского государственного университета.
В 2007—2012 годы — доцент кафедры тувинского языка/тувинского и общего языкознания/тувинской филологии и общего языкознания Тывинского государственного университета/Тувинского государственного университета.
С 2012 года — доцент кафедры тувинской филологии и общего языкознания Тувинского государственного университета.
В 2017—2022 годы — заведующая кафедрой тувинской филологии и общего языкознания Тувинского государственного университета.
30 июня 2022 года Елена Куулар приступила к работе в должности директора Института развития национальной школы Республики Тыва.

## Научная деятельность
В 2003 году в Институте языкознания РАН защитила диссертацию на соискание учёной степени кандидата филологических наук по теме «Основные характеристики тувинской речи жителей юго-восточной части Тувы»; научный руководитель — доктор филологических наук, профессор Б. И. Татаринцев.
Область научных интересов: диалектология, синтаксис современного тувинского языка.
Основные научные исследования Е. М. Куулар посвящены исследованиям тувинского языка, описанию и анализу некоторых языковых черт в отдельных говорах либо в говорах части или всей территории распространения данного языка; выявлению особенностей, свойственных всем диалектам тувинского языка и противопоставляющих диалектный язык литературному языку.
Автор более 110 работ, 16 из которых являются учебно-методическими.

## Научные труды
Основные публикации

### Монографии
- Куулар Е. М. Юго-восточный диалект тувинского языка. Кызыл: РИО ТувГУ, 2012. — 13,3 п.л. 213 стр.[23]
- Куулар Е. М., Сувандии Н. Д. Тыва дылда иви ажыл-агыйының лексиказы (Лексика оленеводства в тувинском языке). Кызыл: РИО ТувГУ, 2014. 128 стр.

### Статьи
- Куулар Е. М. Лексика рыболовства в тере-хольском диалекте тувинского языка // Мир науки, культуры, образования. № 3 (40) — Горно-Алтайск, 2013. — С. 234—236.[24] (ВАК)
- Куулар Е. М. Особенности речи цаатанов Хубсугульского аймака Монголии // Филологические науки. Вопросы теории и практики. — Тамбов, № 3 (45), 2015. — С. 127—130.[25] (ВАК)
- Куулар Е. М. Лексика головных уборов в тувинском языке и его диалектах // Мир науки, культуры, образования. № 4 (53) — Горно-Алтайск, 2015. — С. 271—273.[26] (ВАК)
- Куулар Е. М., Сувандии Н. Д. Лексические особенности речи жителей сумона Цагаан-Нур Монголии // Казанская наука № 10. — Казань, 2015. — С. 190—193.[27] (ВАК)
- Куулар Е. М., Сувандии Н. Д. Фонетические и морфологические особенности речи этнических тувинцев Цагаан-Нуура // Мир науки, культуры, образования № 6 — Горно-Алтайск, 2015. — С. 339—341.[28] (ВАК)
- Куулар Е. М., Сувандии Н. Д. Охотничья лексика в тувинском языке и его диалектах // Казанская наука № 11. — Казань, 2015. — С. 191—194.[29] (ВАК)
- Куулар Е. М. К вопросу об изучении грамматического строя диалектов тувинского языка // Филологические науки: вопросы теории и практики. № 3, часть I. — Тамбов, 2015. — С. 127—130.[30] (ВАК)
- Куулар Е. М. Ихтионимы в диалектах тувинского языка: сравнительный аспект // Филологические науки: вопросы теории и практики. № 8, часть 2. — Тамбов, 2016. — С. 105—109.[31] (ВАК)
- Куулар Е. М. Лексика народного календаря в юго-восточном диалекте тувинского языка // Вестник Калмыцкого университета. 2(30) — Элиста, 2016. — С. 110—116.[32] (ВАК)
- Куулар Е. М. Лексика традиционной верхней одежды в тувинском языке и его диалектах // Мир науки, культуры, образования № 4 — Горно-Алтайск, 2016. — С. 236—238.[33] (ВАК)
- Куулар Е. М. Некоторые особенности речи усинских тувинцев Красноярского края // Казанская наука № 9. — Казань, 2016. — С. 58-62.[34] (ВАК)
- Куулар Е. М., Сувандии Н. Д. Языковая картина мира усинских тувинцев // Филологические науки: вопросы теории и практики. № 11, часть 2. — Тамбов, 2016. — С. 113—115.[35] (ВАК)
- Куулар Е. М. Лексика традиционных орудий и способов рыбной ловли в тувинском языке // Филологические науки: вопросы теории и практики. № 12, часть 3. — Тамбов, 2016. — С. 125—127.[36] (ВАК)
- Куулар Е. М. Образование имен существительных в диалектах тувинского языка // Материалы научно-практической конференции: «Россия-Алтай: через века в будущее». — Горно-Алтайск, 2016.[37] (РИНЦ)
- Куулар Е. М., Сувандии Н. Д. Этнические тувинцы сумона Цагаан-Нуур Монголии: традиции и современность // Новые исследования Тувы, № 1, 2017.[38] (РИНЦ)
- Куулар Е. М. Лексемы, обозначающие масти лошадей в тувинском языке // Мир науки, культуры, образования № 4 — Горно-Алтайск, 2017.[39] (ВАК)
- Куулар Е. М. Монгун-Тайгинский говор западного диалекта тувинского языка: итоги диалектологической практики // Научные труды преподавателей ТувГУ. — Кызыл, 2017.[40] (РИНЦ)
- Куулар Е. М., Сувандии Н. Д. Некоторые сложные вопросы методики обучения тувинскому языку как неродному // Новые исследования Тувы, 2018. № 1. С. 20-31.[41] (Scopus)
- Куулар Е. М. Наименования диких копытных животных в тувинском и хакасском языках // Мир науки, культуры, образования, № 5 (72). — Барнаул, 2018. — С. 447—449.[42] (ВАК)
- Куулар Е. М., Сувандии Н. Д., Соян А. М. Особенности языка, фольклора и культуры усинских тувинцев Красноярского края: результаты научно-исследовательской экспедиции // Вестник ХГУ. № 4. 2018 г.[43] (РИНЦ)
- Куулар Е. М. Эвфемизмы в охотничье-рыболовной лексике в диалектах тувинского языка // Вестник ХГУ. № 4. 2018 г.[44] (РИНЦ)
- Куулар Е. М., Соян А. М., Кужугет М. А. Перевод поэзии М. Кильчичакова на тувинский язык // Наследие М. Кильчичакова в культуре народов России: материалы Межрегиональной научно-практической конференции. — Абакан, 2019. — С. 190—196.[45] (РИНЦ)
- Куулар Е. М. Особенности образования залоговых форм глаголов в юго-восточном диалекте тувинского языка // Казанская наука, № 9, 2019. — С. 118—121.[46] (ВАК)
- Куулар Е. М. Наименования тарбаганов ‘сурков’ в монгун-тайгинском говоре западного диалекта тувинского языка // Oriental Studies. — 2019 (вышел 2020). — № 5. С. 957—965.[47] (Scopus)
- Куулар Е. М. Особенности образования форм сравнительной степени прилагательных в тувинских диалектах // Мир науки, культуры, образования. — Горно-Алтайск, 2020. — № 6.[48] (ВАК)

### Учебно-методические работы
- Куулар Е. М. Диалектология практиказы (методическое руководство) — Кызыл: РИО ТувГУ, 2006. — 35 с.
- Куулар Е. М. Тыва диалектология (учебно-методический комплекс) — Кызыл: РИО ТувГУ, 2006. — 66 с.
- Куулар Е. М. Бурунгу дылдар (орхон-енисей бижиктери) (учебно-методический комплекс) — Кызыл: РИО ТувГУ, 2006. — 29 с.
- Ойдан-оол А. К., Ондар Б. К., Доржу К. Б., Куулар Е. М. Тыва дыл, 10-11 класс (Учебник по тувинскому языку для учащихся 10-11 классов) — Кызыл: Тув. кн. изд-во. — 2007. — С. 3-15. С. 192—267.
- Куулар Е. М. Тыва диалектологияга мергежилгелер чыындызы — Кызыл: РИО ТувГУ, 2008. — 241 с.
- Куулар Е. М. Диалектология практиказы (методическое руководство) — Типография КЦО «Аныяк» — Кызыл, 2010. — 47 с.
- Куулар Е. М., Комбуй-оол О. В. Айтырыг домактарын өөредип тура ажыглап болур чогаадыкчы ажылдар // Студентилерниң эртем-шинчилел ажылдарының чыындызы. — Кызыл: РИО, 2013. — С. 46-53
- Куулар Е. М. Амгы тыва литературлуг дылга мергежилгелер чыындызы (нарын домак) — Кызыл: Типография КЦО «Аныяк», 2016—108 с.

## Награды
- Почётная грамота Министерства науки и образования Республики Тыва (2014)
- Почётная грамота Министерства науки и образования Российской Федерации (2015) — За многолетнюю плодотворную работу по развитию и совершенствованию учебного процесса, значительный вклад в дело подготовки высококвалифицированных специалистов[49]
- Почётная грамота Верховного Хурала (парламента) Республики Тыва (2016)
- Почётная грамота Главы Республики Тыва (2019) — За многолетнюю добросовестную работу в области образования и науки[50]